# Timothy Cunningham
Timothy Cunningham (... – 1789) è stato un avvocato britannico.

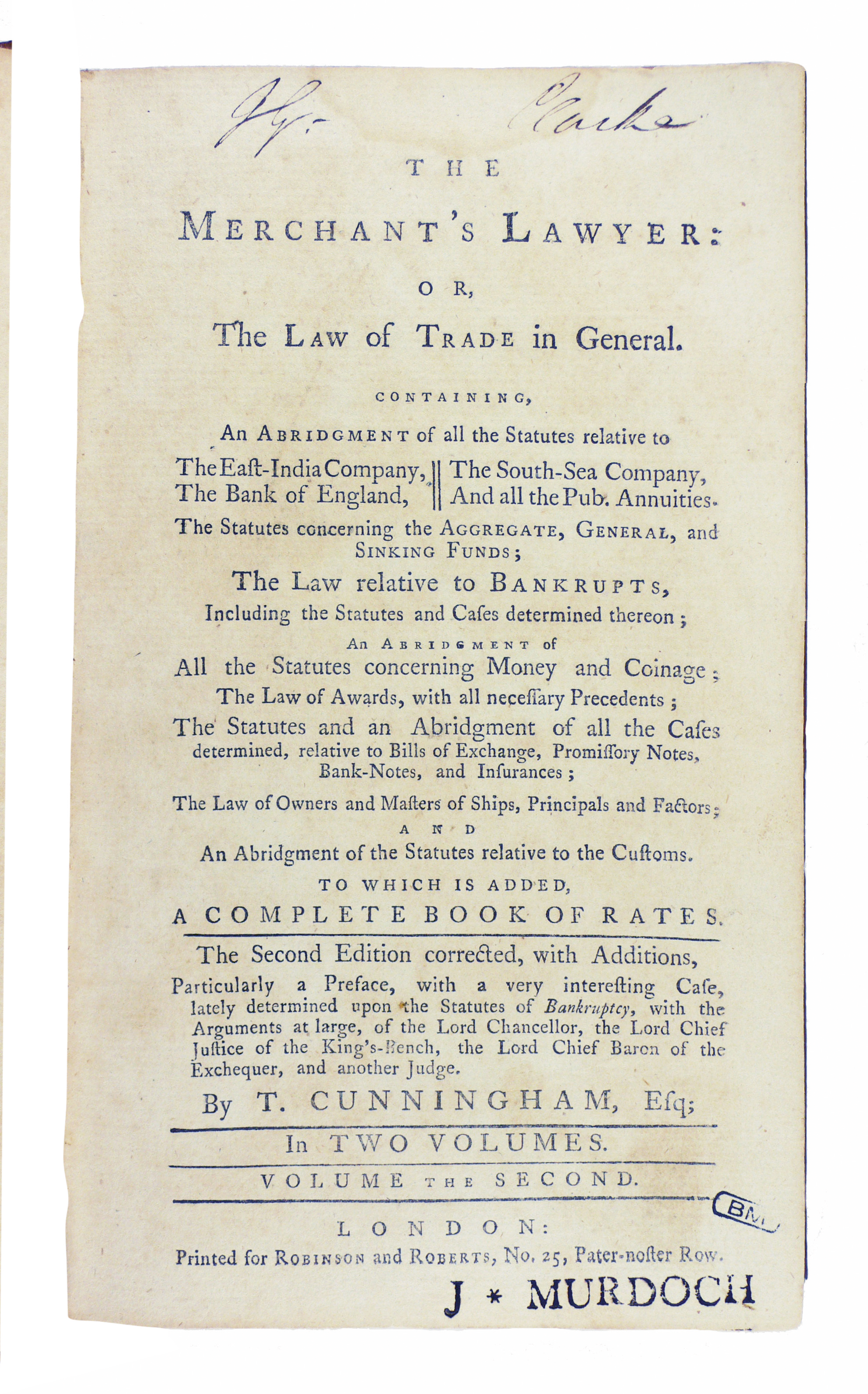
The merchant’s lawyer, 1768 (Fondazione Mansutti, Milano).

Originario del sud-est dell'Irlanda, fu membro del Middle Temple. Interessato alla storia del diritto, si è specializzato in particolare sul commercio. Lavorò anche come antiquario, prendendo anche parte alla Society of Antiquaries, senza però essere ammesso alla Royal Society. Lasciò mille sterline alla Royal Irish Academy, che pensò di dedicargli un busto e un premio, la medaglia Cunningham, assegnata ogni tre anni. La sua opera più celebre è The law of bills of exchange, promissory notes, bank-notes and insurances, edita nel 1860. Altra opera è Merchant's lawyer, pubblicata per la prima volta a Londra nel 1762. Il libro affronta la normativa di alcune istituzioni dell'epoca, quali la Banca d'Inghilterra, la South Sea Company e l'East India Company.